# Estació d'Albacete - los Llanos
Albacete - los Llanos és una estació de ferrocarril propietat d'Adif situada al municipi d'Albacete, Castella - la Manxa. L'estació es troba a la línia d'alta velocitat Madrid - Castella la Manxa - País Valencià - Regió de Múrcia i hi tenen parada trens AVE, Alaris, Altaria i Alvia, serveis de Renfe Operadora. L'estació va ser inaugurada l'any 2010 juntament amb el tram Madrid-Conca-Albacete/València de la LAV.
És la major estació de ferrocarril de Castella-la Manxa. Està situada a l'est de la capital, al carrer Federico García Lorca, al final de l' Avinguda de l'Estació. Com altres estacions inclou el centre comercial Vialia.

## Situació ferroviària

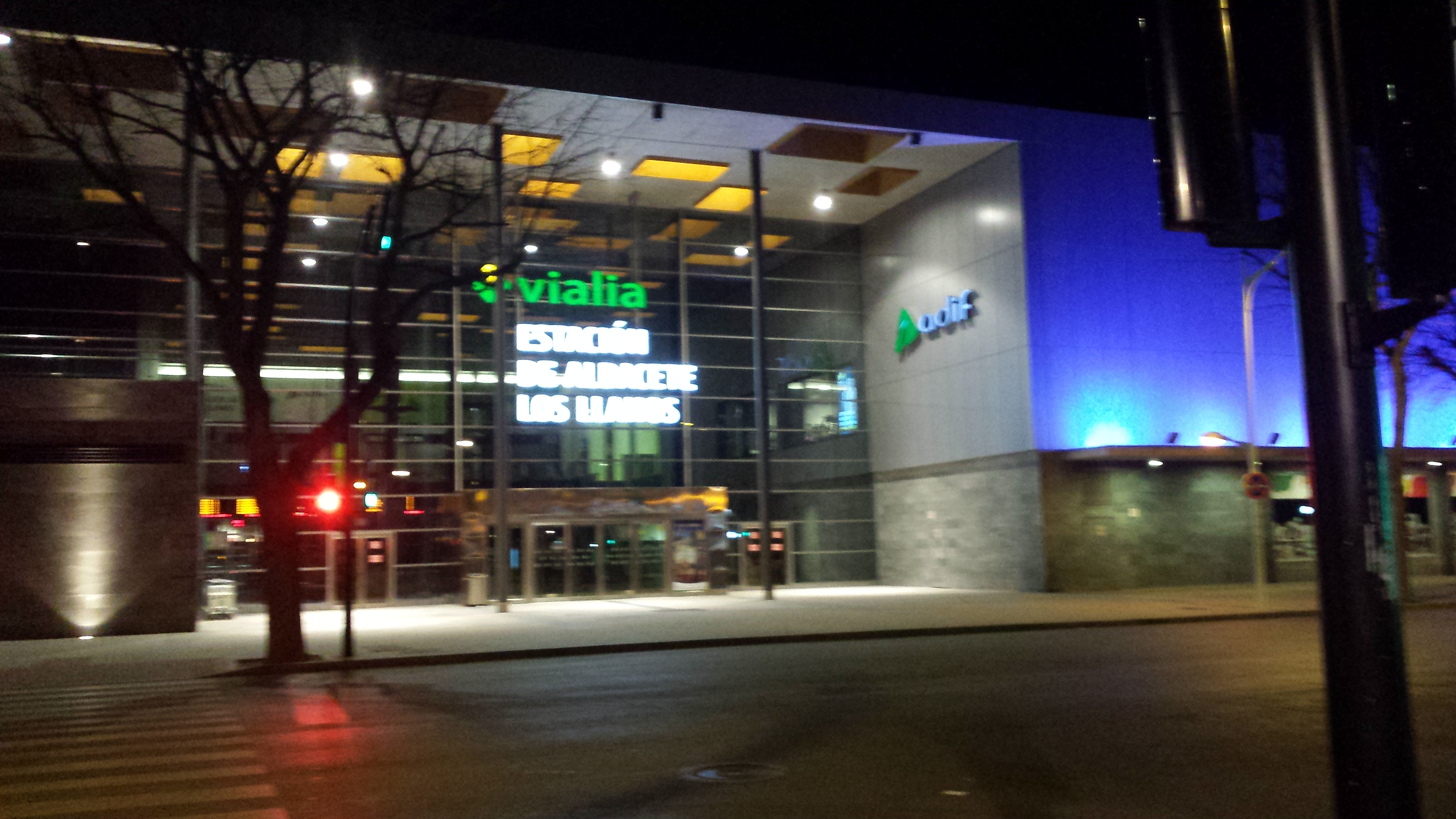
Vista nocturna de l'entrada principal de la Vialia Estación de Albacete-Los Llanos.

L'estació comparteix la seva situació ferroviària amb el traçat clàssic d'ample ibèric entre Madrid i València per Albacete, traçat alternatiu al Aranjuez-València via Conca, i amb el traçat d'alta velocitat de la Línia d'alta velocitat Madrid-Llevant, pk. 321,7.

## Història
El ferrocarril va arribar a Albacete el 18 de març de 1855 amb l'obertura del tram Alcázar de San Juan - Albacete de la línia fèrria entre Madrid i Almansa que perllongava el traçat original entre Madrid i Aranjuez i que tenia per objectiu final arribar a Alacant. va ser construïda per part de la Compañia del Camino de Hierro de Madrid a Aranjuez que tenia a José de Salamanca com el seu principal impulsor. l'1 de juliol de 1856 José de Salamanca, que s'havia unit amb la família Rothschild i amb la companyia du Chemin de Fer du Grand Central van obtenir la concessió de la línia Madrid-Saragossa que unida a la concessió entre Madrid i Alacant donaria lloc al naixement de la Companyia dels Ferrocarrils de Madrid a Saragossa i a Alacant o MZA. Va néixer així la primera estació d'Albacete, un edifici que encara que no era provisional es va quedar aviat petit i va haver de ser substituït per una segona estació de major capacitat. Encara que no consta amb certesa la seva data d'obertura, se sap que va ser anterior al 1880.
El 1967 es va aixecar la nova Estació d'Albacete, a escassos 750 metres de l'anterior, molt a l'estil de l'arquitectura racionalista imperant a l'Espanya de la postguerra i que res tenia a veure amb els cànons clàssics seguits en l'anterior edifici. Federico Silva Muñoz, ministre d'Obres Públiques va ser l'encarregat d'inaugurar-la el 26 de novembre.  Aquesta infraestructura va ser enderrocada l'any 2009 mentre es construïa l'actual. Un mosaic interior, que estava al vestíbul just per sobre de les taquilles va ser l'únic que es va salvar.
Al novembre del 2006 Nefsa (Noves Estacions Ferroviàries SA) va iniciar la construcció de l'estació d'Albacete-Los Llanos, que va ser oberta al públic al desembre de 2010 al costat de la línia d'alta velocitat Madrid-Llevant amb un cost de 48 milions d'euros.

## L'estació

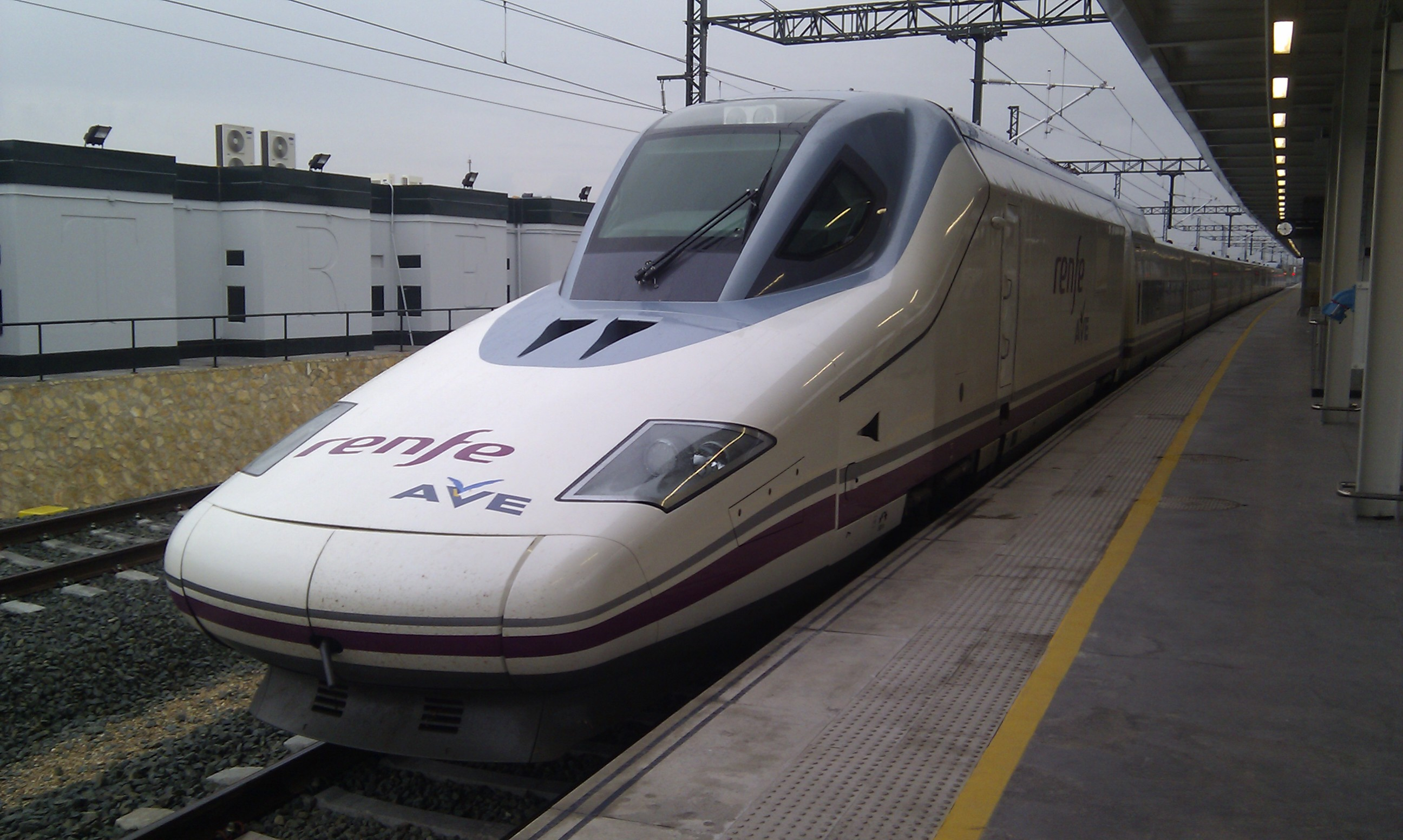
AVE a l'andana 8 de l'estació d'Albacete-Los Llanos.

L'Estació està situada al nord-est de la ciutat, a tocar de l'Estació d'autobusos d'Albacete. L'edifici de viatgers és una estructura moderna formada per tres blocs i sostre a rasant. Abasta una superfície total de 21 000 metres quadrats on destaca la zona d'atenció al client i venda de bitllets (545 metres quadrats) i la zona d'embarcament (gairebé 1000 metres quadrats).  En el seu interior conserva el mosaic que adornava l'anterior estació d'Albacete construïda el 1967.
Compta amb nou vies, 6 d'ample UIC i 3 d'ample ibèric accessibles a través de quatre andanes (un lateral i tres centrals) de 410 metres de longitud coberts amb marquesines. Ascensors i passos inferiors faciliten la mobilitat pel recinte. A l'exterior s'han habilitat diverses zones d'aparcament amb una capacitat total de 563 places. Al costat d'aquest aparcament subterrani hi ha un altre a l'aire lliure d'un centenar de places que s'ha cobert amb panells solars capaços de produir 163.460 kWh anuals. 

## Centre Comercial Vialia

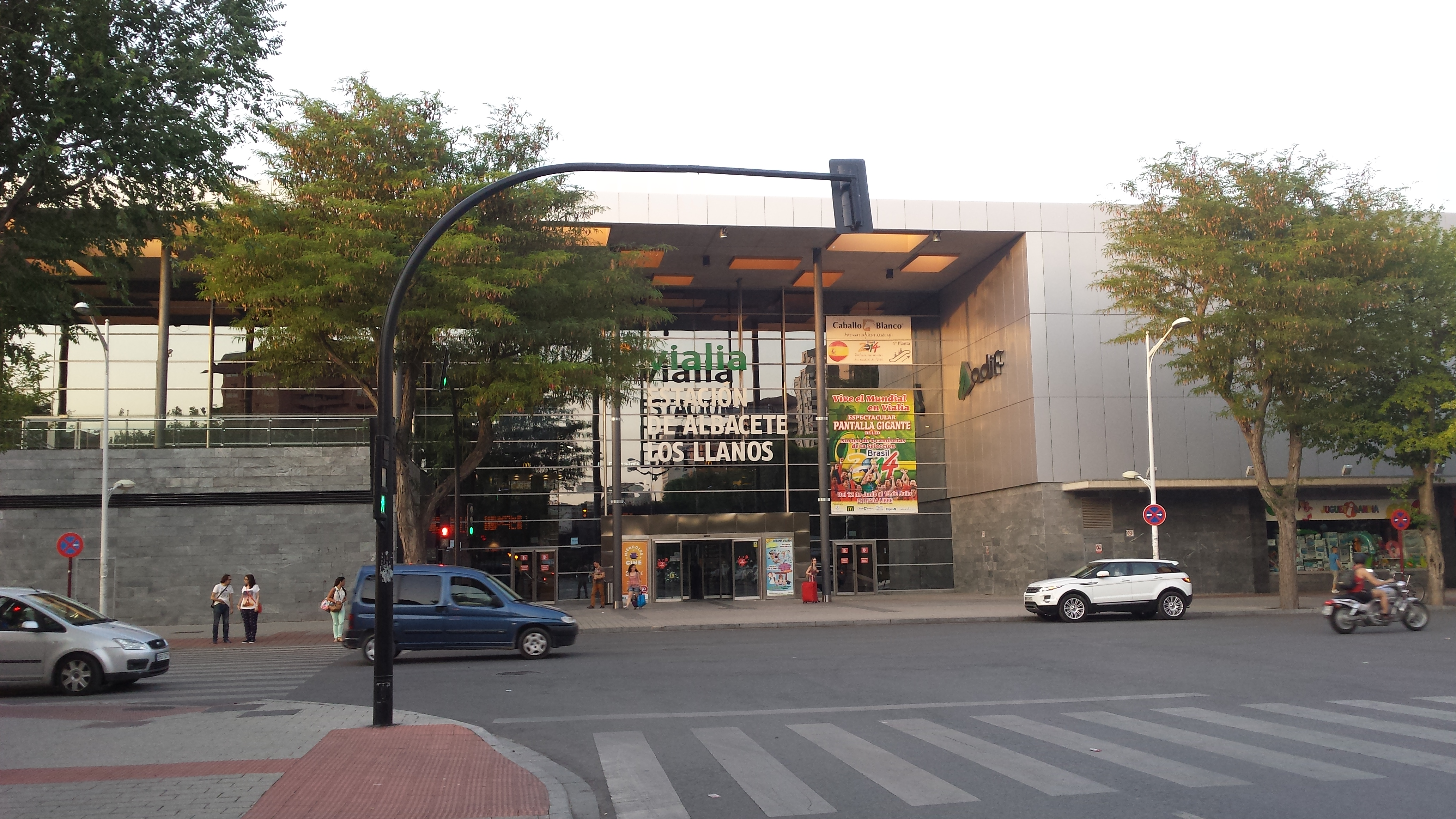
Entrada principal de la Vialia Estación de Albacete-Los Llanos.

A més de les seves funcions ferroviàries, Albacete-Los Llanos forma part de les grans estacions de la xarxa Vialia d'ADIF, el que implica que una part important del recinte s'usa amb fins comercials, albergant un centre comercial en el seu interior, el centre comercial Vialia, que ocupa dues plantes.
A la planta baixa se situen un supermercat Mercadona, cafeteries, diverses botigues de joguines, llibreries, agències de viatges, botigues de telefonia mòbil, caixers automàtics o empreses de lloguer de cotxes. A la primera planta hi ha les dependències dedicades a l'oci com uns multicinemes Yelmo, recreatius, gimnàs Mcfit i cafeteries o restaurants, alguns dels quals de menjar ràpid, com McDonald's.

## Centre de Regulació i Control d'Alta Velocitat
L'estació alberga un dels cinc Centres de Regulació i Control d'Alta Velocitat d'Espanya (CRC), que regula el trànsit ferroviari de tota la Línia d'Alta Velocitat Madrid - Castella-la Manxa - Comunitat Valenciana - Regió de Múrcia (955 km).

## Albacete Mercaderies
Albacete Mercancías és una estació de mercaderies situada a la ciutat d'Albacete. L'estació compta amb un edifici d'oficines i dues platges de maniobres de més de 10.000 m ². Està formada per 13 vies. 

## Serveis ferroviaris

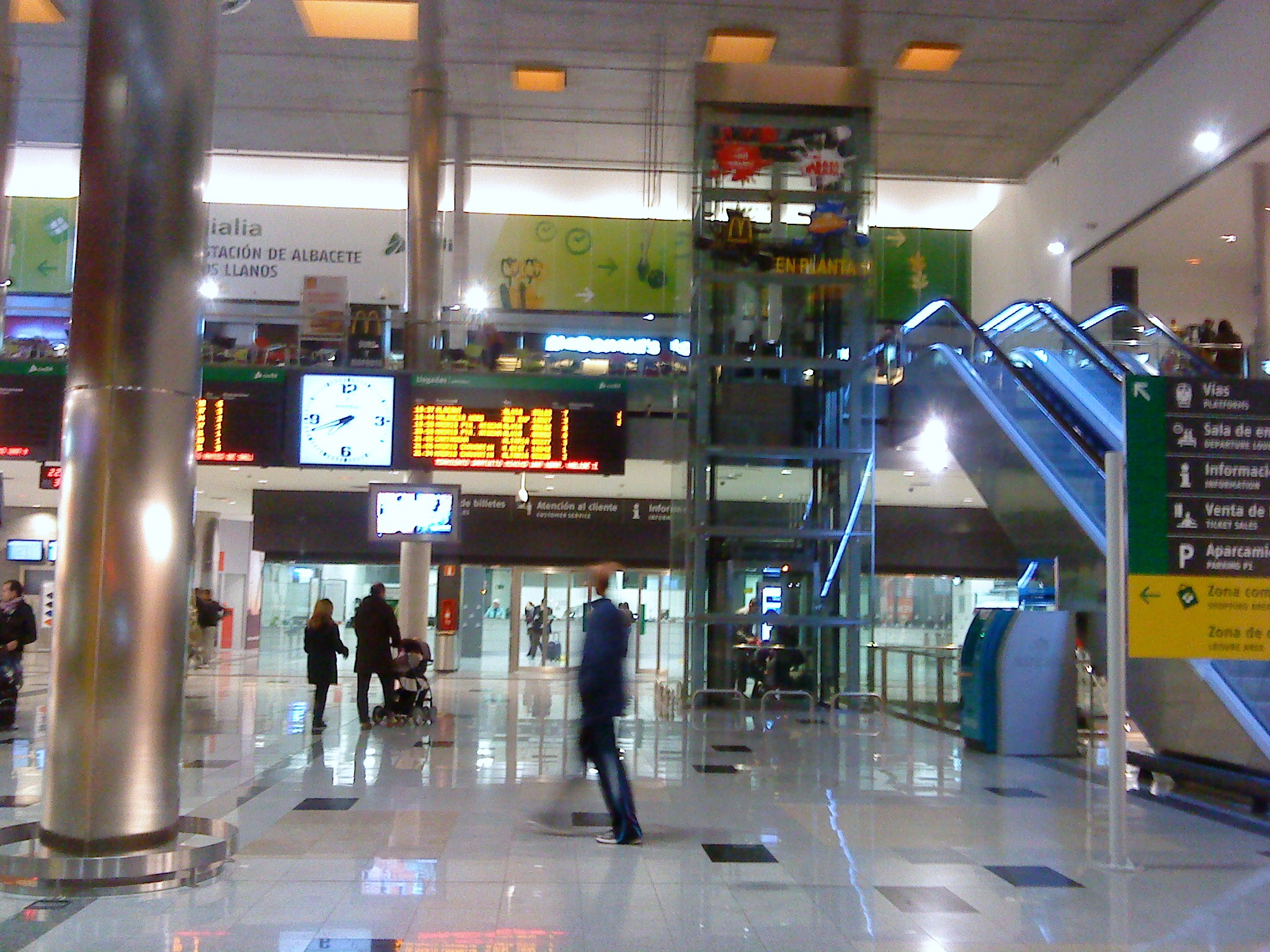
Vista interior del hall de l'entrada principal de la Vialia Estación de Albacete-Los Llanos.

### Alta Velocitat
L'estació compta amb serveis d'alta velocitat gràcies als AVE Madrid-Conca-Albacete-Villena-Alacant.

### Llarga Distància
Albacete-Los Llanos disposa d'àmplies connexions de llarg recorregut que es presenten tant amb trens Alvia que poden usar parcialment els traçats d'alta velocitat existents, com amb trens Altaria, Alaris i Talgo. Aquests últims es fan servir freqüentment en època de gran afluència de viatgers com a reforç d'altres serveis. Madrid, Galícia, Astúries, Cantàbria, o el Llevant i Catalunya són les destinacions més habituals.

### Mitjana Distància
Els trens de Mitjana Distància de Renfe amb parada a l'estació tenen com a principals destinacions Madrid, Ciudad Real, Jaén, València i Alacant.